# 中意大利聯合省
中意大利聯合省（Province Unite del Centroitalia），又稱中意大利聯盟、中意大利邦聯或中意大利共同政府，是一個屬於薩丁尼亞王國的短命附庸國。聯合省在以往的托斯卡納大公國、帕爾馬公國、摩德納公國及教宗國北部轄地的統治者被革命者逐出後，所共同組成的聯盟。
自1859年8月起，親薩丁尼亞的政權，托斯卡納大公國、帕爾馬公國、摩德納公國及教宗國北部轄地達成了軍事同盟條約。1859年11月7日，各政權共同選出Eugenio Emanuele di Savoia-Carignano作為攝政。但是薩丁尼亞王國的維托里奧·埃馬努埃萊二世拒絕承認選舉，並派Carlo Boncompagni成為中意大利總督，取代攝政，負責聯盟內部的外交及軍事事務。
同年12月8日，帕爾馬、摩德納及教宗國北部轄地合併成艾米利亞省。1860年3月的公投過後，此政權正式合併入薩丁尼亞王國之內。為了換取法國之承認，薩丁尼亞王國將薩伏依及尼斯割讓予法國。

## 另見
- 意大利統一